# Карымов, Салават Хакимович
Салават Хакимович Карымов (1914—1986) — майор Советской Армии, участник Великой Отечественной войны, Герой Советского Союза (1942).

## Биография
Салават Карымов родился 15 сентября 1914 года в деревне Янгильдино (ныне — Апастовский район Татарстана). Окончил пять классов школы, после чего работал слесарем на одном из свердловских заводов. В 1936—1938 годах служил в Рабоче-крестьянской Красной Армии. В 1939 году повторно был призван на службу, участвовал в советско-финской войне, в 1940 году был демобилизован. В июне 1941 года Карымов в третий раз был призван в армию. С октября 1941 года — на фронтах Великой Отечественной войны, командовал стрелковым батальоном 709-го стрелкового полка 178-й стрелковой дивизии 22-й армии Калининского фронта. Отличился во время освобождения Калининской области в ходе контрнаступления под Москвой.
В период с 26 января по 5 февраля 1942 года Карымов умело организовал действия своего батальона в боях у деревень Харино, Струйское, Фролово Ржевского района, нанеся противнику большие потери в боевой технике и живой силе.
Указом Президиума Верховного Совета СССР «О присвоении звания Героя Советского Союза начальствующему и рядовому составу Красной Армии» от 5 мая 1942 года за «образцовое выполнение боевых заданий командования на фронте борьбы с немецкими захватчиками и проявленные при этом отвагу и геройство» удостоен высокого звания Героя Советского Союза с вручением ордена Ленина и медали «Золотая Звезда» за номером 890.
За время войны Карымов 11 раз был ранен, но всегда возвращался в строй. В 1947 году в звании майора он был уволен в запас. Проживал в Казани. Умер 11 мая 1986 года.

## Награды
- Герой Советского Союза (5 мая 1942, медаль «Золотая Звезда» № 890)[3];
- орден Ленина (5 мая 1942, № 8155)[3];
- орденом Отечественной войны I степени (6.04.1985)[4];
- ряд медалей[1].